# Mehdi Charef
Mehdi Charef (ur. 21 października 1952 w Maghnijja) – francuski reżyser i scenarzysta pochodzenia algierskiego.

## Filmografia
- Herbata w haremie Archimedesa (Le thé au harem d'Archimède, 1985)
- Miss Mona (1987)
- Camomille (1988)
- Au pays des Juliets (1992)
- Aime-toi toujours (1995)
- Pigeon volé (1996)
- La maison d'Alexina (1999)
- Marie-Line (2000)
- La fille de Keltoum (2001)
- Wszystkie niewidzialne dzieci (All the Invisible Children, 2005)
- Lato '62 (Cartouches gauloises, 2007)
- Graziella (2015)